# Martin Lattke
Martin Lattke (* 29. Mai 1981 in Pirna) ist ein deutscher Sänger (lyrischer Tenor).

## Werdegang
Martin Lattke erhielt  mit sieben Jahren seine erste Gesangsausbildung. Als Knabensopran war er seit 1990 Mitglied des Thomanerchores Leipzig, wo er die folgenden neun Jahre verbrachte und eine umfassende musikalische Ausbildung genoss.
Nach seiner Chorzeit war er 1999 Mitbegründer des Leipziger Vokalquintetts Calmus, mit welchem ihn Konzerttourneen durch Europa und in die USA führten.
Er ist 1. Preisträger  internationaler Wettbewerbe und wurde im Jahre 2002 beim Deutschen Musikwettbewerb mit einem Stipendium ausgezeichnet sowie mit dem Ensemble in die Bundesauswahl Konzerte Junger Künstler aufgenommen. Von 2006 bis 2013 war er Mitglied des Ensemble Amarcord und gastierte in Konzerthäusern sowie Musikfestivals weltweit. Anschließend widmete er sich primär der Solistentätigkeit.
Martin Lattke erhielt Gesangsunterricht bei Gotthold Schwarz in Leipzig, bevor er nach seiner aktiven Thomanerzeit und dem Abschluss eines Studiums zum Wirtschaftsingenieur 2003 ein Gesangsstudium an der Hochschule für Musik und Theater „Felix Mendelssohn Bartholdy“ Leipzig bei Hans-Joachim Beyer aufnahm. Im Jahr 2007 erhielt er durch einen Meisterkurs bei Peter Schreier künstlerische Impulse zur Gestaltungsweise von Johann Sebastian Bachs Passionen.
Sein Repertoire umfasst neben Ensemble‐ und Liedliteratur von der Renaissance bis zur Moderne, Oratorien und Kantaten, bevorzugt aus dem Schaffen Bachs, auch Opernliteratur. Sein Debüt als Evangelist im Weihnachtsoratorium von J.S. Bach hatte er 2008 im GranTeatro La Fenice in Venedig unter der Leitung von Riccardo Chailly. Konzerte führten ihn u. a. in das Teatro del Maggio Musicale Fiorentino nach Florenz, mit Kurt Weills Die sieben Todsünden zum libanesischen Nationalorchester nach Beirut und regelmäßig für die großen Passionsaufführungen mit dem Thomanerchor unter Leitung von Thomaskantor Georg Christoph Biller in die Thomaskirche. Im Rahmen seiner sängerischen Tätigkeit unternahm er Tourneen durch  Europa, in die USA, nach Australien, Kanada, Russland, Korea, Afrika, Mittelamerika und in den Nahen Osten.
Höhepunkte seiner bisherigen Sängertätigkeit waren 2010 die Einspielung des Weihnachtsoratoriums für Decca mit dem Gewandhausorchester unter Leitung von Riccardo Chailly und 2012 die Einspielung der Matthäus-Passion unter Leitung von Georg Christoph Biller auf DVD/Blu-ray.
Lattke wurde 2010 mit dem Ensemble Amarcord für die CD Rastlose Liebe und 2012 für die CD Das Lieben bringt groß’ Freud mit dem ECHO Klassik ausgezeichnet.

## Auszeichnungen
- 2002: 1. Preis beim Internationalen Robert Schumann‐Chorwettbewerb Zwickau
- 2004: 1. Preis Jugend kulturell Hannover
- 2004: Contemporary A cappella Recording Award (CARA) als Best Classical Album für das Album farb töne des Calmus Ensembles Leipzig
- 2004: Contemporary A cappella Recording Award (CARA) als Best Classical Song für das Stück Guter Mond, du gehst so stille des Albums farb töne von Calmus Ensemble Leipzig
- 2005: 1. Preis Tampereen Sävel in Tampere (Finnland)
- 2005: 1. Preis Tolosa/Spanien – Kategorie Prophane music
- 2005: 1. Preis Tolosa/Spanien – Kategorie Sacred music
- 2005: 1. Preis Tolosa/Spanien – Audience Award
- 2005: Contemporary A cappella Recording Award (CARA) als Best Classical Album für das Album Carmina fati des Calmus Ensembles Leipzig
- 2005: Contemporary A cappella Recording Award (CARA) als Best Classical Song für das Stück Madrigal II des Albums Carmina fati von Calmus Ensemble Leipzig
- 2010: ECHO Klassik 2010 in der Kategorie Chorwerk-Einspielung des Jahres – Chor/Ensemblemusik 18.–19. Jahrhundert für das Amarcord-Album Rastlose Liebe
- 2010: Contemporary A cappella Recording Award (CARA) als Best Classical Album für das Amarcord-Album Rastlose Liebe
- 2010: Contemporary A cappella Recording Award (CARA) als Best Classical Song für das Stück Frühlingsglocken des Amarcord-Albums Rastlose Liebe
- 2010: Supersonic Award (Pizzicato) für die Amarcord-CD Rastlose Liebe
- 2012: ECHO Klassik 2012 in der Kategorie Ensemble des Jahres – Vokalmusik für das Amarcord-Album Das Lieben bringt groß' Freud!
- 2013: International Classical Music Award für das Amarcord-Album Zu S. Thomas
- 2014: Contemporary A cappella Recording Award (CARA) als Best Folk/World Album für das Amarcord-Album Folks&Tales